# نقد حقوق الملكية
نقد حقوق الملكية، أو الموقف المعارض لحقوق الملكية، هو وجهة نظر معارضة للحالة الحالية لقانون الحقوق الملكية أو لمفهوم حقوق الملكية نفسه. يناقش النقاد غالبًا الأسس الفلسفية أو الاقتصادية أو الاجتماعية لمثل هذه القوانين وتطبيقاتها، والتي يدعون أن منافعها لا تبرر تكاليف السياسة المترتبة على المجتمع. يدعون إلى تغيير النظام الحالي، إلا أن مجموعات مختلفة لديها أفكار مختلفة عما يجب أن يكون هذا التغيير. يدعو البعض إلى إعادة السياسات إلى حالتها السابقة حيث كانت حقوق النشر تغطي فئات قليلة من الأشياء وكانت لها حدود زمنية أقصر، أو قد يسعون إلى توسيع مفاهيم مثل الاستخدام العادل الذي يسمح بالنسخ بدون إذن. يسعى آخرون إلى إلغاء حقوق النشر نفسها.
غالبًا ما تكون المعارضة لحقوق النشر جزءًا من المنصات التي تدعو إلى إصلاحات اجتماعية أوسع. مثلًا، يدافع لورانس ليسيغ، أحد المتحدثين في حركة الثقافة الحرة، عن تخفيف قوانين حقوق النشر كوسيلة لتسهيل مشاركة المعلومات أو معالجة مشكلة الأعمال اليتيمة. دعا حزب حزب القراصنة السويدي إلى تحديد حقوق النشر بمدة خمس سنوات.

## الحجج الاقتصادية

### عدم الندرة
تشير إحدى الحجج إلى أن حقوق النشر غير صالحة لأنها، على عكس الملكية المادية، الملكية الفكرية ليست نادرة وهي خيال قانوني أنشأته الدولة. تدعي الحجة أن انتهاك حقوق النشر، على عكس السرقة، لا يحرم الضحية من العنصر الأصلي.

### مقارنة تاريخية
من غير الواضح ما إذا كانت قوانين حقوق النشر محفزًا اقتصاديًا لمعظم المؤلفين، وإنه من غير المعتاد تقييم قوانين حقوق النشر استنادًا إلى دراسات تجريبية لآثارها.

## مخاوف متعلقة بتكنولوجيا المعلومات
برى راسموس فلايشر، أحد مؤسسي مجمع «مكتب القراصنة» السويدي، بأن قانون حقوق النشر يبدو عاجزًا عن التعامل مع الإنترنت، وبالتالي عفا عليه الزمن. يقول إن الإنترنت، وخاصة الويب 2.0، قد أدى إلى الوضع الإشكالي لفكرة «السرقة» نفسها، وأنه بدلًا من ذلك، يحتاج نموذج الأعمال إلى التكيف مع واقع الشبكة المظلمة. يجادل بأنه في محاولة للسيطرة على الويب 2.0، يزداد قانون حقوق النشر في القرن الحادي والعشرين اهتمامًا بتجريم التكنولوجيات بأكملها، مما أدى إلى هجمات حديثة على أنواع مختلفة من محركات البحث، لمجرد أنها توفر روابط لملفات قد تكون محمية بحقوق النشر. يشير فلايشر إلى أن جوجل، رغم عدم إشكاليتها، تعمل في منطقة رمادية من حقوق النشر (مثلًا، يتمثل نموذج العمل لجوجل بوكس في عرض ملايين الصفحات من الكتب المحمية بحقوق النشر وغير المحمية كجزء من خطة عمل تستمد إيراداتها من الإعلانات). في المقابل، أشار آخرون إلى أن جوجل بوكس تحجب أقسامًا كبيرة من تلك الكتب نفسها، ويقولون إن ذلك لا يضر بالمصالح المشروعة لحاملي الحقوق.

## حجج ثقافية

### حرية المعرفة
تقدم مجموعات مثل هيباتيا حججًا ضد حقوق النشر باسم «حرية المعرفة» وتجادل بأن المعرفة يجب أن «تُشارك بتضامن». قد تعتبر هذه المجموعات «حرية المعرفة» حقًا، و/أو أمرًا أساسيًا في تحقيق حق التعليم، الذي يُعترف به دوليًا كحق من حقوق الإنسان، فضلًا عن الحق في ثقافة حرة والحق في التواصل الحر. يجادلون بأن قانون حقوق النشر الحالي يعيق تحقيق هذه الحقوق في مجتمعات المعرفة الحديثة التي تعتمد على وسائل جديدة للتكنولوجيا في التواصل ويرون أن قانون حقوق النشر يمنع أو يبطئ التقدم البشري.

### التأليف والإبداع
يجادل لورنس ليانغ، مؤسس منتدى القانون البديل، بأن حقوق النشر الحالية تستند إلى تعريف ضيق جدًا لمسمى «المؤلف»، والذي يُفترض أنه واضح وغير إشكالي. يلاحظ ليانغ أن مفهوم «المؤلف» يُفترض أن يكون له معنى عالمي عبر الثقافات والزمن. بدلًا من ذلك، يجادل ليانغ بأن فكرة المؤلف ككائن فريد ومتعالي، يمتلك الأصالة الروحية، قد بنيت في أوروبا بعد الثورة الصناعية، لتمييز شخصية المؤلف عن عالم السلع المنتجة جماعيًا المتوسع. بالتالي، اعتبرت الأعمال التي أنشأها «المؤلفون» أصلية، واندمجت مع مذهب الملكية السائد في ذلك الوقت.
يجادل ليانغ بأن مفهوم «المؤلف» مرتبط بفكرة حقوق النشر، وظهر لتعريف علاقة اجتماعية جديدة، الطريقة التي ينظر بها المجتمع إلى ملكية المعرفة. طبّع مفهوم «المؤلف» عملية إنتاج معرفة معينة حيث يأخذ التركيز على المساهمة الفردية والملكية الفردية الأسبقية على مفهوم «المعرفة الجمعية». اعتمادًا على مفهوم المؤلف، تستند حقوق النشر على الافتراض بأنه بدون نظام لحقوق الملكية الفكرية، لن يكون لدى المؤلفين حافز لمواصلة الإبداع، وأن الفنانين لا يمكنهم إنتاج أعمال جديدة بدون حافز اقتصادي. يتحدى ليانغ هذه المنطق، معتبرًا أن «العديد من المؤلفين الذين لا يأملون أبدًا في إيجاد سوق لنشراتهم، والذين تكون حقوق النشر الخاصة بهم، نتيجة لذلك، تكاد تكون بلا قيمة، قد استمروا في الكتابة في الماضي، وحتى في الحاضر». يشير ليانغ إلى أن الناس ينتجون الأعمال بحتًا عن الرضى الشخصي، أو حتى للحصول على الاحترام والتقدير من الأقران. يشير ليانغ بأن القرن التاسع عشر شهد تأليفًا مثمرًا للأعمال الأدبية في غياب حقوق النشر التي استفاد منها المؤلف. في الواقع، يرى ليانغ بأن حقوق النشر عادة ما تفيد الناشر، ونادرًا ما تفيد المؤلف.

### الحفاظ على الأعمال الثقافية
أثار مركز دراسة الملكية العامة مخاوف بشأن كيفية تسبب أحكام حقوق النشر في الولايات المتحدة في تدمير الأفلام التاريخية والأعمال الثقافية الأخرى نتيجة لفسادها قبل تحويلها إلى نسخ رقمية. وصف المركز أحكام حقوق النشر بأنها «طويلة بشكل سخيف»، ولا تحمل فائدة اقتصادية كبيرة لحاملي الحقوق وتمنع الجهود المبذولة للحفاظ على القطع الأثرية التاريخية. قالت المديرة جنيفر جنكينز إنه بحلول الوقت الذي تدخل فيه القطع الأثرية إلى الملكية العامة في الولايات المتحدة بعد 95 عامًا، فإن العديد من الأعمال ذات الأهمية الثقافية مثل الأفلام القديمة والتسجيلات الصوتية قد فقدت بالفعل كنتيجة لطول أحكام حقوق النشر.

## المشكلات الأخلاقية

### الرقابة
يجادل منتقدو حقوق النشر بأن حقوق النشر استُغلت لقمع حرية التعبير، وكذلك المنافسة التجارية، والبحث الأكاديمي، والتعبير الفني. نتيجة لذلك، فقد مكنت التشريعات مثل قانون قانون الألفية للملكية الرقمية مالكي حقوق النشر من «رقابة المناقشات الأكاديمية والنقد عبر الإنترنت».

### الحجج الفلسفية
يجادل سيلمر برينغسيورد بأن جميع أشكال النسخ مقبولة أخلاقيًا (بدون استخدام تجاري)، لأن بعض أشكال النسخ مقبولة ولا يوجد تمييز منطقي بين أشكال النسخ المختلفة.
يرى إدوين هيتينغر بأن الحجج المتعلقة بالحقوق الطبيعية للملكية الفكرية ضعيفة وأن التقليد الفلسفي الذي يبرر الملكية لا يمكن أن يوجهنا في التفكير حول الملكية الفكرية. تشير شيلي وورويك إلى أن قانون حقوق النشر كما هو مكون حاليًا لا يبدو أن له أساسًا أخلاقيًا متسقًا.

## المنظمات والباحثون

### مجموعات تنادي بإلغاء حقوق الملكية
تقدم «سينما القراصنة» ومجموعات مثل «رابطة النبلاء» حججًا أكثر راديكالية، معارضين لحقوق النشر بحد ذاتها. ظهرت مؤخرًا عدد من المجموعات المعادية لحقوق النشر في الجدل حول مشاركة الملفات بتقنية الند للند، والحرية الرقمية، وحرية المعلومات؛ ومن بينها جمعية السمعيين وكنيسة كوبيميزم في نيوزيلندا.
في عام 2003، نشر إيبن موغلن، أستاذ القانون في جامعة كولومبيا، «مانيفستو الدوت كوميونيست»، الذي أعاد تفسير «البيان الشيوعي» لكارل ماركس في ضوء تطور تكنولوجيا الكمبيوتر والإنترنت؛ حيث ناقش الكثير من المحتوى المُعاد تفسيره قانون حقوق النشر والامتياز بمصطلحات ماركسية.